# Jean-François Ducis
Jean-François Ducis (ur. 22 sierpnia 1733 w Wersalu, zm. 31 marca 1816 tamże) – francuski dramatopisarz i adaptator Shakespeare'a. Członek Akademii Francuskiej.
Ducis opracowywał utwory Szekspira w duchu francuskiego pseudoklasycyzmu, w przeróbkach tych poeta angielski pojawiał się na wielu scenach europejskich, między innymi w Polsce. Poza tym pisał Ducis własne dramaty (np. Oedipe chez Admète, 1778) i poezje.